# Nikitin UTI-6
Die Nikitin UTI-6 (russisch Никитин УТИ-6) war ein kleines kunstflugtaugliches Schulflugzeug. Der einstielige Doppeldecker wurde von dem sowjetischen Konstrukteur W. W. Nikitin entworfen. Der Auftrag erfolgte 1939 durch die OSSOAWIACHIM und wurde durch das OKB-30 ausgeführt.

## Geschichte
Oft auch als NW-6 bezeichnet konnte dieses Flugzeug im Dezember 1940 fertiggestellt und von dem Piloten und Mitarbeiter W. W. Schewtschenko, wie auch von Nikitin selbst, eingeflogen werden, da der eigens für dieses Flugzeug vorgesehene modifizierte Motor noch nicht zur Verfügung stand. Um es als Schul- und Übungsflugzeug für die Piloten der sowjetischen Luftstreitkräfte nutzen zu können, musste es kunstflugtauglich sein. Dies wurde durch die besondere Festigkeit der Zelle und der Tragflächenkonstruktion gewährleistet, die teilweise von der NW-1 übernommen wurden. Nicht zuletzt besaß das Triebwerk einen speziellen Vergaser, der sicherstellte, dass das Triebwerk in jeder Fluglage mit Treibstoff versorgt werden konnte, also auch in der Rückenlage.
Um die geforderten Belastungswerte zu bestätigen, mussten beim ZAGI die entsprechenden statischen Untersuchungen durchgeführt werden. Diese zogen sich bis zum Beginn des Überfalls auf die Sowjetunion hin. Trotz der sehr guten Flugeigenschaften fand man danach keine Zeit mehr, die Konstruktion weiterzuentwickeln.
Die UTI-6 war in der Reihe der Nikitin-Entwicklungen die zweitkleinste Maschine nach der NW-1 und von der Beanspruchung her für den „höheren“ Kunstflug bestens geeignet. Wegen ihrer kleinen Abmessungen bezeichneten die Piloten dieses Flugzeug auch als „fliegendes Spielzeug“.

## Konstruktion
Der Doppeldecker UTI-6 wurde in Gemischtbauweise gefertigt. Der Rumpf war um etwa 1,50 Meter länger als der der NW-1 und wurde aus geschweißtem Stahlrohr, der teilweise mit Aluminiumblech bis hinter der offenen Pilotenkabine verkleidet war, in einem Stück zusammengebaut. Der hintere Teil des Rumpfes war mit Sperrholz verkleidet, welches dann noch mit Leinen bespannt wurde. Zum Schluss wurde die Bespannung mit einem wetterfesten Anstrich versehen. Eine ähnliche Bauweise traf auch auf die Tragflügel zu (Tragflächenholme aus Stahl, Rippen aus Aluminium und die Verkleidung aus Sperrholz mit Leinentuch). Der obere Flügel wurde nicht auf den Rumpf gesetzt, sondern in der sogenannten Parasol-Bauart (auch als Baldachin-Bauart bezeichnet) durch vier Streben mit dem Rumpf verbunden. So hatte der Pilot unterhalb der oberen Tragfläche eine hindernisfreie Sicht nach vorn.
Beide Tragflügel wurden durch je einen stabilen stromlinienförmigen I-Stiel miteinander verbunden, der zusätzlich noch einmal über Kreuz zum Rumpf mit Drahtseilen verspannt waren. Eine Besonderheit besaß dieser Doppeldecker noch: Die Hinterkante der oberen Tragfläche hatte die gleiche Pfeilung von 8 Grad wie die Vorderkanten beider Flächen. So entstand eine seltene Kombination aus geradem und gepfeiltem Flügel. Die Querruder befanden sich nur an der unteren Tragfläche.
Das Flugzeug besaß ein festes Fahrwerk, dessen Räder strömungsgünstig durch entsprechende Radhauben verkleidet waren. Als Antrieb diente ein Motor vom Typ MG-11F, der 165 PS leistete. An Schmier- und Kraftstoff konnte eine Gesamtmenge von rund 100 kg mitgeführt werden.

## Technische Daten
| Kenngröße             | Daten           |
| --------------------- | --------------- |
| Besatzung             | 1               |
| Länge                 | 5,80 m          |
| Spannweite            | 7,00 m          |
| Flügelfläche          | 14,00 m²        |
| Nutzlast              | 190 kg          |
| Leermasse             | 560 kg          |
| Startmasse            | 750 kg          |
| Flächenbelastung      | 53,6 kg/m²      |
| Landegeschwindigkeit  | 75 km/h         |
| Höchstgeschwindigkeit | 270 km/h        |
| Dienstgipfelhöhe      | 4500 m          |
| Reichweite            | 300 km          |
| Flugdauer             | 2,5 h           |
| Triebwerk             | MG-11F          |
| Leistung              | 123 kW (165 PS) |
| Bewaffnung            | –               |
| Sonstige Ausrüstung   | unbekannt       |